# Jinghong
Cette page contient des caractères spéciaux ou non latins. S’ils s’affichent mal (▯, ?, etc.), consultez la page d’aide Unicode.
Jinghong (chinois : 景洪 ; pinyin : Jǐnghóng ; taï lü : ᦋᦵᧂᦣᦳᧂᧈ, tsêŋhuŋ ; thaï : เชียงรุ่ง), romanisé jadis en Chiang Hung, Chengrung, Jinghung, kianghung, etc., est une ville de la province du Yunnan en Chine. C'est une ville-district, chef-lieu de la préfecture autonome dai de Xishuangbanna. Elle est située au bord du Mékong et frontalière de la Birmanie.

## Démographie
La population du district était de 519 935 habitants lors du recensement de 2010, contre 365 925 habitants en 1999.
Les Jino, au nombre d'environ 20 000, vivent dans la commune de Jinuoluoke.

## Histoire
La ville était jadis la capitale du royaume Lü de Ho Kham.

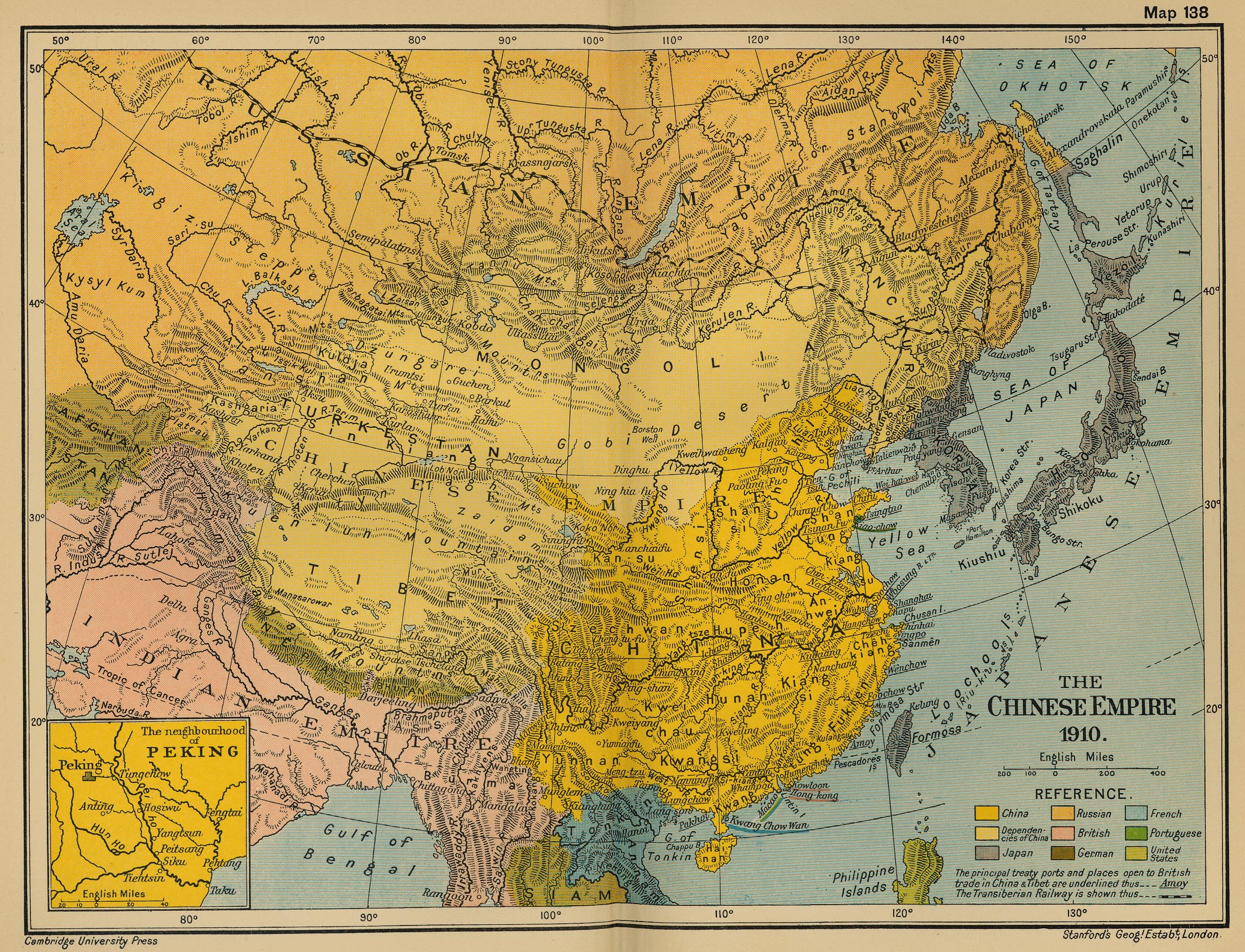
Carte de la Chine en 1912, Jinghong y est inscrit en Kianghung

## Culture

### Patrimoine
- Pagode Manfeilong (曼飞龙塔 / 曼飛龍塔, mànfēi lóng tǎ, « pagode (du) dragon (au) vol gracieux ») est un temple bouddhiste theravāda.

## Économie et transports
La ville est desservie par l'Aéroport de Xishuangbanna Gasa.